# Luzon-Reich
Das Luzon-Reich (呂宋國: pinyin: Lǚsòngguó, POJ: Lū-sòng-kok) war ein Königreich im Mittelalter, auf der Insel Luzon, heutige Philippinen. Es wurde erstmals 1373 in den Chroniken der Ming-Dynastie schriftlich erwähnt, als das kleine Song-Reich. Seine Hauptstadt war Tondo, was im Deutschen östliche Hauptstadt bedeutet. Regiert wurde es von einem Lakandula. Die Ursprünge des Reiches sind heute (2014) noch nur unzureichend bekannt. Das Luzon-Reich bestand bis 1571 und wurde von den spanischen Kolonisatoren unter der Führung von Miguel López de Legazpi, Juan de Salcedo und Martín de Goiti besetzt und der letzte König abgesetzt.

## Geschichte

### Vorgeschichte
Tondo war ein bedeutendes Handelszentrum für die gesamte Region Südostasien und ist erstmals um 900 nach Chr. auf der Kupferplatte von Laguna schriftlich erwähnt worden. Die einheimischen philippinischen Kaufleute nutzten den Bootstyp des Balangay auf ihren Handelsrouten, mit dem sie Malakka, Borneo, Ternate und Myanmar erreichen konnten. Ein anderer Schiffstyp war die Dschunke, von der eine vor der Insel Busuanga entdeckt wurde und als Lena Shoal Dschunke bezeichnet wurde. Es wird heute angenommen, dass Tondo ein bedeutendes Zentrum für den Dschunkenhandel des Mittelalters und ein Drehkreuz für den Handel mit China darstellte.

### Entstehung und Blüte
Es wird heute angenommen, dass das Luzon-Reich nach dem Jahre 1279 entstand und im Zusammenhang mit der Niederlage der Südlichen Song-Dynastie gegen die Mongolen in der Seeschlacht von Yamen am 19. März 1279 vor der Küste der heutigen Provinz Guangdong steht. Es wird in den Chroniken der Yuan-Dynastie berichtet, dass der Admiral Zhang Shijie (張世傑) mit dem Rest seiner Flotte über den Ozean verschwand, daher wird angenommen, dass er auf die Insel Luzon flüchtete und in Tondo die Regierungsgewalt übernahm. Es wird in den Chroniken der Ming-Dynastie der Name niederes oder kleines Song-Reich (呂宋國) für das Luzon-Reich verwendet, wodurch die Insel Luzon ihren heutigen Namen erhielt.
Aus den Chroniken der Ming-Kaiser geht hervor, dass die Könige des Luzon-Reiches 1373 diplomatische und Handelsbeziehungen zum Kaiserhof aufnahmen. Von der territorialen Größe des Reiches ist nichts Genaues überliefert, es wird vermutet, dass es die gesamte zentrale Luzon-Tiefebene umfasste. Die chinesischen Einwanderer und ihre Nachkommen wurden seit dem Mittelalter als Sangley auf Luzon bezeichnet. Nachdem die Ming-Dynastie den chinesischen Außenhandel zur See 1433 unterband, erlebte es sein Goldenes Zeitalter, das bis Anfang des 16. Jahrhunderts andauern sollte. Das Luzon-Reich war der einzige offizielle Handelspartner im Überseehandel mit China in dieser Zeit. In dieser Zeit ließen sich viele japanische Kaufleute in Tondo nieder, da Japan ebenfalls eine isolationistische Politik betrieb. Japan importierte über Luzon Seide, Porzellan und Tee. Anfang des 16. Jahrhunderts war das Luzon-Reich ein zentraler Dreh- und Angelpunkt im Handel und ein politisch einflussreiches Reich in Ost- und Südostasien, wovon auch die Portugiesen profitierten, sie nannten die Einwohner des Luzon-Reiches Lucoes. Sie waren die ersten Europäer, die Luzon um 1530 erreichten.

### Niedergang des Luzon-Reiches
Um 1530 führte das Sultanat Brunei einen Krieg gegen das Luzon-Reich, um von den privilegierten Handelsbeziehungen des Reiches zur Ming-Dynastie zu profitieren. Da der Sultan den Krieg gewann, gründete er die Stadt Maynilad, das heutige Manila, am gegenüberliegenden Ufer des Pasig. Durch die Gründung von Maynilad schwächten der Sultan von Brunei das Luzon-Reich, sowohl politisch wie auch ökonomisch. Als die Spanier um 1570 die Bucht von Manila erreichten, war das Luzon-Reich mit seinen beiden moslemischen Nachbarstaaten politisch verbündet. Die Spanier sahen sich mit einer Allianz des Rajah Matanda von Sapa, dem Lakandula von Tondo und Rajah Sulayman konfrontiert. Diese Allianz konnten die Spanier in der Schlacht vom 19. Mai 1571 auf und am Pasig River vernichtend schlagen und die Macht über Manila, Tondo und Sapa übernehmen. Nach dem Fall des Luzon-Reiches konnten die Spanier ihre erste Kolonie in Asien etablieren.

### Nachfolgende Ereignisse
Bis 1572 waren die Organisationsstrukturen des Luzon-Reiches noch intakt, wurden danach von den spanischen Kolonialbehörden allmählich abgelöst. 1575 wurden der Rajah Bago und sein Cousin Lumanlan von den Spaniern exekutiert, im selben Jahr verstarb der letzte Lakandula. Der einheimischen Adel und die Maharlika griffen 1586 in der Provinz Pampanga und 1588 in Tondo zu den Waffen, jedoch wurden beide Aufstände blutig niedergeschlagen. Das bislang letzte Aufbäumen der chinesischen Einwanderer geschah in der Sanglay Rebellion von 1603, nach Angaben chinesischer Historiker sollen bei diesem Aufstand bis zu 20.000 Menschen getötet worden sein. Während der britischen Invasion der Philippinen 1762 wurden die britischen Truppen von den chinesischen Einwohnern und den Sanglays Manilas sehr stark unterstützt, die wohl in Erinnerung an das Luzon-Reich die spanische Oberherrschaft nie ganz akzeptiert hatten.